# Doutsila
 (août 2019).
Si vous disposez d'ouvrages ou d'articles de référence ou si vous connaissez des sites web de qualité traitant du thème abordé ici, merci de compléter l'article en donnant les références utiles à sa vérifiabilité et en les liant à la section « Notes et références ».
La Doustila constitue l’un des six départements que compte la province de la Nyanga ; Mabanda est son chef-lieu, qui se localise en suivant la nationale 1 dans le sud-Ouest du Gabon et se situe entre les villes de Ndendé dans la Ngounié et Tchibanga dans la Nyanga.

## Transport, économie, éducation et fonction militaire
Mabanda ne dispose pas de voies de communication terrestre moderne praticable en toutes saisons, qui permettent de rejoindre Libreville et les autres zones du Gabon facilement.Mais, dispose d'un Centre médical, d'un CES, une école primaire construit par l'Etat, qui accueillent des élèves  et enfants de la région. 
Mabanda qui est la commune du département de la Doutsila, possède une gendarmerie qui assure la sécurité des populations et le contrôle du territoire Gabonais dans la région sud-ouest du Gabon.
C'est le chef lieu d'une région frontalière avec le Congo-Brazzaville, dont le poste est koubiya localisé dans le village de Nzinga, Banda-Mamba, Kota

## Administration
il existe à Mabanda une Mairie, une préfecture, une assemblée départementale, une antenne des eaux et forêts.

## Energie
il existe un réseau électrique et hydraulique qui fournie un certain modernisme à la contrée bien que l'on sait que la question d'autonomisation dans tous les coins du Gabon demeure un véritable problème de développement local. 

## Religion
Catholique, Musulmane, Évangélique, Réveil

## Langues

### Français
Les habitants de la Doutsila parlent le punu et utilisent le français le plus souvent pour communiquer dans les administrations  francophones.

## Santé
Il existe un Centre Médical qui dispose d'une maternité et des chambres d'hospitalisation des malades, mais aussi, d'une ambulance médicalisée et d'un véhicule utilitaire fruit de la coopération Américano-Gabonaise à l'initiative du Vénérable Prosper MABIALA obtenu en 2017.c'est la seule structure sanitaire que possède Mabanda depuis sa création et qui connait des nombreuses difficultés en dépit des efforts apportés par les illustres fils et filles de cette contrée. 

## Principaux quartiers de Mabanda
- Ilounga
- Bamboma
- Bikoko
- Ngongo
- Doundzanza
- Dongo

## Personnalités
- Prosper Mabiala, homme politique
- Jonas Ibiatsi Mabicka, homme politique
- Emmanuel Idoundou, homme politique
- Mboumbe King,homme politique
- Jean Daniel Mboumba, homme politique
- Sylvie Bouckandou, femme politique
- Richard Moulomba, homme politique
- Pablo Moussodji Ngoma, homme de média
- Nzamba Nzinga, homme de média
- Olivier Bankinda Mbadinga, homme de média et politique
- Euphrem Outata,homme politique, maire de Mabanda,2013-2019